# Équipe cycliste Cilo-Aufina
Ancienne équipe suisse de cyclisme professionnel sur route, Cilo-Aufina dirigée par Auguste Girard, a marqué le renouveau du cyclisme suisse au début des années 1980. Ses sponsors étaient Cilo, une marque de cycles établie à Romanel-sur-Lausanne et Aufina, un établissement bancaire.

## Coureurs
- Tony Rominger
- Jean-Marie Grezet
- Beat Breu
- Serge Demierre
- Josef Fuchs
- Daniel Gisiger
- Stefan Mutter
- Gody Schmutz
- Alain von Allmen
- Heinz Imboden
- Bernard Gavillet
- Mauro Gianetti
- Rocco Cattaneo
- Thierry Bolle (en)
- Marco Vitali
- Jürg Bruggmann
- Bruno Wolfer
- Erwin Lienhard (ca)
- Hubert Seiz
- Patrick Moerlen (ca)
- Marcel Russenberger (en)
- Cédric Rossier (en)
- Julius Thalmann
- Antonio Ferretti (en)

## Principaux résultats
1981
- 1er Liège-Bastogne-Liège (Josef Fuchs)
- 2e Liège-Bastogne-Liège (Stefan Mutter)
- 1er Championnat des Trois Nations (Stefan Mutter)
- 1er Championnat de Zurich (Beat Breu)
- 1er Tour de Suisse (Beat Breu)
- 2e Tour de Suisse (Josef Fuchs)
- 2e Tour de Catalogne (Serge Demierre)
- 1er Tour Méditerranéen (Stefan Mutter)
- 4e de Tirreno-Adriatico (Stefan Mutter)
- 10e Tour de Romandie (Gody Schmutz)
- 3e Grand Prix Union à Dortmund (Jean-Mary Grezet)
- 1er Nice-Alassio (Bruno Wolfer)
- 2e Tour du Piémont (Bruno Wolfer)
- 2e Tour d’Ombrie (Jean-Mary Grezet)
- 1er Tour du Canton d’Argovie (Daniel Gisiger)
- 1er Grand Prix des Nations (Daniel Gisiger)

1982
- 6e du Tour de France (Beat Breu)
- Vainqueur de la 13e étape du Tour de France Pau-Saint Lary-Soulan (Beat Breu)
- Vainqueur de la 16e étape du Tour de France Orcières-L’Alpe-d’Huez (Beat Breu)
- Vainqueur de la 5e étape du Tour de Suisse (Beat Breu)
- 1er Championnat des Trois Nations (Gilbert Glaus)
- 2e Championnat de Zurich (Hubert Seiz)
- 4e du Tour de Suisse (Beat Breu)
- 5e Tour de Romandie (Jean-Mary Grezet)
- 4e Tour de Catalogne (Hubert Seiz)

1983
- Vainqueur de la 4e étape du Tour de France Roubaix-Le Havre (Serge Demierre)
- Vainqueur de la 22e étape du Tour de France Alfortville-Paris (Gilbert Glaus)

1984
- 1er du Tour de Suisse (Urs Zimmermann)